# Park Jin-hee
Park Jin-hee (8 de enero de 1978) es una actriz surcoreana. Conocida por sus papeles protagonistas en las series de televisión Please Come Back, Soon-ae (2006), War of Money (2007) y Giant (2010), así como por la película Shadows in the Palace (2007).

## Vida personal
Se casó con su novio, un abogado, el 11 de mayo de 2014 en el Hotel Shilla. Dio a luz a su primer hijo en diciembre de 2014.

## Carrera
Debutó en 1996 en el drama adolescente Inicio, y alcanzó fama en 1998 con la película de terror Whispering Corridors.
Protagonizó una cadena de películas comerciales en la gran pantalla como  Promenade con Kim Sang-joong, Just Do It! con Park Sang-myun, Star junto a Yoo Oh-sung y Love in Magic junto a Yeon Jung-hoon así como la cinta indie Love Talk con Bae Jong-ok y Park Hee-soon en 2005, pero ninguna de sus películas logró buenas críticas o éxito en taquilla. Entonces dejó de trabajar durante un año y medio, y decidió a tomar un poco de tiempo de introspección. El descanso terminó en 2006, regresando a las pantallas con Please Come Back, Soon-ae,  como una mujer en sus 40 años atrapada en el cuerpo de una sexy joven de 20 (Shim Hye-jin). La comedia de cuerpos intercambiados fue un éxito, con calificaciones promedio de 25%.
Ella y Kim Hae-sook interpretaron a  madre e hija en el melodrama A Long Visit (también conocida como My Mom), seguida de un cameo en la película de guerra 71: En el Fuego.
Después de su parto hizo una reaparición en el drama de tvN Memoria. Después protagonizó el drama familiar My Fair Lady.
En agosto de 2021 se anunció que se había unido al elenco de la serie Taejong Yi Bang Won donde dará vida a la Reina Wonkyung Min, la esposa de Lee Bang-won (Rey Taejong). Una mujer desafortunada que sacrificó todo para mantener a su esposo, solo para que él se alejara de ella al final.

## Filmografía

### Series
- Taejong Yi Bang Won (KBS1, 2022-) - Reina Wonkyung Min
- Model Taxi (SBS, 2021) - aparición especial
- Doctor Detective (SBS, 2019)
- Return (SBS, 2018)[14]
- My Fair Lady (KBS2, 2016)
- Memory (tvN, 2016)
- Hur Jun, the Original Story (MBC, 2013)[15]
- Kimchi Family (jTBC, 2011)[16]
- Giant (SBS, 2010)
- The Woman Who Still Wants to Marry (MBC, 2010)[17][18]
- On Air (SBS, 2008) (cameo, ep 1)
- War of Money (SBS, 2007)
- Please Come Back, Soon-ae (SBS, 2006)
- After Love (CS, 2005)
- MBC Best Theater "Love Without Regret" (MBC, 2005)
- Since We Met (MBC, 2002)
- Stock Flower (KBS2, 2001)
- Look Back in Anger (KBS2, 2000)
- KAIST (SBS, 1999-2000)
- In Search of Love (KBS2, 1999)
- Will Make You Happy (KBS2, 1998)
- I Hate You, But It's Fine (SBS, 1998)
- Start (KBS, 1996-1997)
- Love Scene Number (wavve/MBC; 2021-)[19]

### Cine
- Grape Candy (2012)[20]
- 71: Into the Fire (2010) (cameo)
- A Long Visit (2010)
- Take Action, Now or Never! (short film, 2009)
- Turbanshell*cigarettebutt*egg roll ( short animado, 2008)[21] (voz)
- Sweet Lie (2008)
- Shadows in the Palace (2007)
- Underground Rendezvous (2007)[22]
- Love Talk (2005)
- Love in Magic (2005)
- Star (2003)
- Just Do It! (2000)
- Promenade (2000)
- The Spy (1999)
- Love Wind Love Song (1999)
- Whispering Corridors (1998)

### Programas de televisión
| Año             | Programa               | Notas  |
| --------------- | ---------------------- | ------ |
| 2019 - presente | The Best of Rest Stops | [ 23 ] |